# 에스엔케이폴리텍
에스엔케이폴리텍(S&K Polytec Co. Ltd.)는 대한민국의 전자기기 부품 기업이다. 본사는 경기도 안산시 단원구 시화벤처로 515 (성곡동, 시화공단 4사 303호)에 위치해 있으며 대표이사는 강원형이다.

## 사업
고밀도 폴리우레탄 폼 시트 등을 제조한다.

## 상장
2007년 7월 30일에 공모가 8,900원에 상장하였다.

## 참고문헌
1. ↑  S&K폴리텍 노동자, 임단협 난항에 40일째 천막농성, 노동투데이, 2020.09.22
2. ↑  S&K폴리텍, 주가 급등 사유 없어, 라이센스뉴스,  2023.04.19
3. ↑  <코스닥> 2020년 2월 27일, S&K폴리텍(091340) 주식시황, 경상일보, 2020.02.27